# اولفاکتوفیلیا

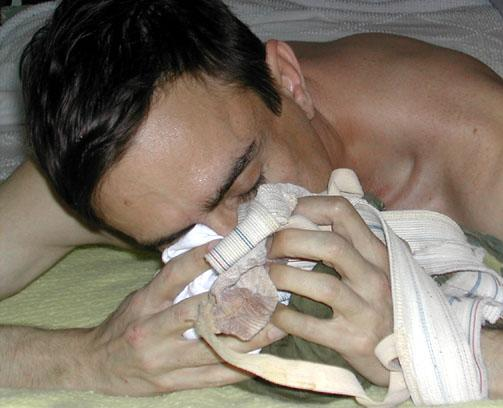

اولفاکتوفیلیا (به انگلیسی: Olfactophilia) یا اوسمولاگنیا (به انگلیسی: osmolagnia) یا بودوستی نوعی فتیش و برانگیختگی جنسی بوسیله رایحه‌ها و بوهای طبیعی متصاعد شده از بدن، به ویژه نواحی جنسی است. زیگموند فروید از واژه اوسفرسیولاگنیا (به انگلیسی: osphresiolagnia) در اشاره به لذت ناشی از بوها استفاده کرد.
"Olfactophilia"کلمه ای مربوط به "بویایی" است که به حس بویایی ما اشاره دارد. این کلمه در لغت به معنای "عشق به بو" است. olfactophilia به جای یک کلمه عمومی برای حس های بویایی، به طور خاص برای بوی بدن استفاده می شود.در ادبیات واژه‌های فتیش بوی مرتبط وجود دارد، مانند «اسمولاگنیا» که به معنای «بوی شهوت» است.
فتیش بوی بدن را با نام هایی دیگری از جمله اودور فتیش (odorfetish) نیز می شناسند که در جامعه بسیار رایج است. کمتر کسی پیدا می شود که بوی معشوق خود را دوست نداشته باشد. ما بیشتر جذب افرادی می شویم که از عرق یا ترشحاتشان لذت می بریم. انتظار می رود که این بو به قدری در رابطه جنسی ضروری است که ما آن را به عنوان یک فتیش بو در نظر می گیریم،برخی از افراد واکنش بسیار شدیدی به بوهای بدن دارند و بویژه با این بوها آنها را روشن می کند. فتیش های بوی بدن بسیار خاص هستند مانند بوییدن پا،زیر بغل،نواحی جنسی،جوراب و لباس های زیر عرق کرده یا حتی بوی گاز معده و آروغ و موارد دیگر.

## واژه‌شناسی
- olfactophilia - لاتین olfacto، بوییدن، مربوط به حس بویایی، و یونانی philia، «عشق».
- osmolagnia - یونانی osme، «بو»، و lagneia، «شهوت»